# Lista odcinków serialu Lucyfer
Poniżej znajduje się lista odcinków serialu telewizyjnego Lucyfer – emitowanego przez amerykańską stację telewizyjną FOX od 25 stycznia 2016 roku. W Polsce jest emitowany od 28 lutego 2016 roku przez Canal+ Seriale.

## Przegląd sezonów
| Sezon | Sezon | Odcinki | Odcinki      | Oryginalna emisja   | Oryginalna emisja | Oryginalna emisja | Oryginalna emisja | Oryginalna emisja |
| Sezon | Sezon | Odcinki | Odcinki      | Premiera sezonu     | Finał sezonu      | Produkcja         | Premiera sezonu   | Finał sezonu      |
| ----- | ----- | ------- | ------------ | ------------------- | ----------------- | ----------------- | ----------------- | ----------------- |
|       | 1     | 13      | 13           | 25 stycznia 2016    | 25 kwietnia 2016  | FOX               | 28 lutego 2016    | 22 maja 2016      |
|       | 2     | 18      | 18           | 19 września 2016    | 29 maja 2017      | FOX               | 7 lutego 2017     | 15 sierpnia 2017  |
|       | 3     | 26      | 26           | 2 października 2017 | 28 maja 2018      | FOX               | 6 lutego 2018     | 31 lipca 2018     |
|       | 4     | 10      | 10           | 8 maja 2019         | 8 maja 2019       | Netflix           | 8 maja 2019       | 8 maja 2019       |
|       | 5     | 16      | 8            | 21 sierpnia 2020    | 21 sierpnia 2020  | Netflix           | 21 sierpnia 2020  | 21 sierpnia 2020  |
| 8     | 5     | 16      | 28 maja 2021 | 28 maja 2021        | 28 maja 2021      | 28 maja 2021      |                   |                   |
|       | 6     | 10      | 10           | 10 września 2021    | 10 września 2021  | Netflix           | 10 września 2021  | 10 września 2021  |

## Sezon 1 (2016)
| 1 | 1  | Pilot                           | Pilot                             | Len Wiseman       | Tom Kapinos                  | 25 stycznia 2016 | 28 lutego 2016   |
| Lucifer Morningstar, władca piekła, zdecydował się na rezygnację z posady i otworzył klub w Los Angeles. Gdy jego znajoma gwiazda estrady, która przychodzi do niego w odwiedziny, zostaje zastrzelona przez dilera narkotyków, pragnie znaleźć i ukarać zleceniodawcę morderstwa. Wykorzystując swój dar perswazji, wspólnie z detektyw Decker szuka sprawcy. W tym czasie jego anielski brat próbuje zastraszyć go i przekonać by wrócił do piekła. |    |                                 |                                   |                   |                              |                  |                  |
| 2 | 2  | Lucifer, Stay. Good Devil       | Lucyfer, zostań. Dobry diabeł.    | Nathan Hope       | Joe Henderson                | 1 lutego 2016    | 6 marca 2016     |
| Lucifer i detektyw Decker pracują razem przy sprawie morderstwa syna znanego aktora, do którego zabójstwa przyznał się nielubiany przez Chloe paparazzi. Jednak ona uważa, że ten kogoś chroni. |    |                                 |                                   |                   |                              |                  |                  |
| 3 | 3  | The Would-Be Prince of Darkness | Przyszły książę ciemności         | Louis Milito      | Jason Ning, Jenn Kao         | 8 lutego 2016    | 13 marca 2016    |
| Kiedy znany piłkarz, którego Lucifer przekonał do „szybkiego numerka” z nowo poznaną dziewczyną kończy jako główny podejrzany jej morderstwa, Lucifer próbuje dowieść jego niewinności. |    |                                 |                                   |                   |                              |                  |                  |
| 4 | 4  | Manly Whatnots                  | Chociaż masz to wszystko          | Matt Earl Beesley | Ildy Modrovich               | 15 lutego 2016   | 20 marca 2016    |
| Chloe i Lucifer badają sprawę zaginięcia dziewczyny. Śledztwo utrudnia Lucifer, który nieustannie składa jej propozycje seksu. W tym czasie Amenadiel spotyka się z Mazikeen w sprawie Lucifera i jego powrotu do piekła. Chloe strzela Luciferowi w nogę w wyniku jego zachęcania, a ten, ku własnemu zaskoczeniu, krwawi. |    |                                 |                                   |                   |                              |                  |                  |
| 5 | 5  | Sweet Kicks                     | Bardzo pożądane buty              | Tim Matheson      | Sheri Elwood                 | 22 lutego 2016   | 27 marca 2016    |
| Lucifer pomaga Chloe w sprawie strzelaniny i zabójstwa jednej z modelek w trakcie pokazu projektanta butów, który niegdyś był członkiem gangu. Lucifer celowo wystawia się na niebezpieczeństwo by poczuć dreszczyk emocji, ale w końcu oboje zostają uratowani przez Mazikeen. W tym czasie, po rozmowie z Mazikeen, Amenadiel postanawia odwiedzić dr Martin, udając kolegę po fachu, by poznać słabe punkty Lucifera i zyskać nad nim przewagę. |    |                                 |                                   |                   |                              |                  |                  |
| 6 | 6  | Favorite Son                    | Ulubiony syn                      | David Paymer      | Jason Ning                   | 29 lutego 2016   | 3 kwietnia 2016  |
| Z magazynu ginie kontener należący do Lucifera, w którym znajduje się jego „prezent od ojca”. Lucifer pragnie odnaleźć złodzieja za każdą cenę. |    |                                 |                                   |                   |                              |                  |                  |
| 7 | 7  | Wingman                         | Partner                           | Eriq La Salle     | Alex Katsnelson              | 7 marca 2016     | 10 kwietnia 2016 |
| Lucifer kontynuuje poszukiwania swoich skrzydeł i zwraca się do Amenadiela po pomoc. W tym czasie Chloe razem z Danem próbują rozwiązać sprawie strzelaniny na ulicy Palmetto i ostatecznie stwierdzić, czy leżący w śpiączce policjant naprawdę był zamieszany w sprawę. |    |                                 |                                   |                   |                              |                  |                  |
| 8 | 8  | Et Tu, Doctor?                  | Et tu, pani doktor?               | Eagle Egilsson    | Jenn Kao                     | 14 marca 2016    | 17 kwietnia 2016 |
| Chloe bada morderstwo kontrowersyjnego terapeuty. W tym czasie Lucifer naciska dr Lindę, by pomogła rozwiązać sprawę związku Chloe i Dana. |    |                                 |                                   |                   |                              |                  |                  |
| 9 | 9  | A Priest Walks Into A Bar       | Przychodzi ksiądz do baru         | David Frazee      | Chris Rafferty               | 21 marca 2016    | 24 kwietnia 2016 |
| Lucifer i Chloe badają sprawę gangu narkotykowego po tym jak ksiądz prosi Lucifera o rozwiązanie tej sprawy, która ma jakiś związek z ośrodkiem dla młodzieży i jej dyrektorem. Jednakże sprawa się komplikuje, gdy dyrektor ośrodka zostaje znaleziony martwy we własnym gabinecie. W tym czasie Amenadiel spotyka się z Malcolmem. |    |                                 |                                   |                   |                              |                  |                  |
| 10 | 10 | Pops                            | Papcio                            | Tara Nicole Weyr  | Alex Katsnelson, Mike Costa  | 28 marca 2016    | 1 maja 2016      |
| Chloe i Lucifer badają sprawę morderstwa właściciela restauracji. Matka Chloe – Penelope Decker, składa wizytę córce. W tym czasie Malcolm wyjawia Danowi swoje plany zabicia Lucifera. Mazikeen odwiedza dr Martin i zaprzyjaźnia się z Trixie. |    |                                 |                                   |                   |                              |                  |                  |
| 11 | 11 | St. Lucifer                     | Święty Lucyfer                    | Mairzee Almas     | Sheri Elwood, David McMillan | 11 kwietnia 2016 | 8 maja 2016      |
| Lucifer zaczyna okazywać zainteresowanie pracą charytatywną gdy razem z Chloe badają sprawę morderstwa założyciela jednej z fundacji charytatywnych. Amenadiel spotyka się z Maze. Dan, przetrzymywany przez Malcolma, próbuje uciec i ostrzec Lucifera przed Malcolmem. Lucifer dowiaduje się czegoś nowego o swojej śmiertelności. |    |                                 |                                   |                   |                              |                  |                  |
| 12 | 12 | #TeamLucifer                    | #TeamLucyfer                      | Greg Beeman       | Ildy Modrovich               | 18 kwietnia 2016 | 15 maja 2016     |
| Gdy członek sekty satanistów zostaje zamordowany, Lucifer jest przerażony, że są ludzie gotowi zabijać w jego imię. Okazuje się, że za morderstwem stoi Malcolm. Lucifer grozi Malcomowi, ale przeszkadza mu w tym Amenadiel. Jakiś czas później Chloe przychodzi do Lux by porozmawiać z Luciferem, ale zamiast niego znajduje zwłoki. |    |                                 |                                   |                   |                              |                  |                  |
| 13 | 13 | Take Me Back to Hell            | Zabierz mnie z powrotem do piekła | Nathan Hope       | Joe Henderson                | 25 kwietnia 2016 | 22 maja 2016     |
| Amenadiel ratuje Lucifera przed aresztowaniem i razem poszukują Malcolma. Amenadiel znajduje Malcolma, ale wywiązuje się walka i Malcolm rani Amenadiela jednym ze sztyletów Mazikeen. Mazikeen ratuje życie Amenadiela piórem ze skrzydeł Lucifera. Dan oddaje się w ręce policji oczyszczając Lucifera z zarzutów. Chloe wchodzi w posiadanie pieniędzy Malcolma, a on w tym czasie porywa Trixie by zmusić ją do ich oddania. W rezultacie Lucifer zostaje śmiertelnie postrzelony, gdy próbuje uratować Chloe i Trixie. Lucifer modli się do Boga, by ten ocalił życie Chloe. W zamian oferuje, że zrobi cokolwiek oczekuje od niego Bóg. Bóg pokazuje mu wizję i leczy rany Lucifera. Chloe zabija Malcolma. Później, Lucifer mówi Amenadielowi, że Bóg chce, by odnalazł więźnia, który uciekł z piekła – ich matkę. |    |                                 |                                   |                   |                              |                  |                  |

## Sezon 2 (2016–2017)
| Nr | #  | Tytuł                             | Polski tytuł                             | Reżyseria        | Scenariusz                    | Premiera (Fox)       | Premiera w Polsce (Canal+ Seriale) |
| -- | -- | --------------------------------- | ---------------------------------------- | ---------------- | ----------------------------- | -------------------- | ---------------------------------- |
| 14 | 1  | Everything's Coming Up Lucifer    | Wszystko układa się pomyślnie, Lucyferze | Nathan Hope      | Joe Henderson                 | 19 września 2016     | 7 lutego 2017                      |
| 15 | 2  | Liar, Liar, Slutty Dress on Fire  | Kłamczucha w krótkiej sukience           | Louis Milito     | Ildy Modrovich                | 3 października 2016  | 7 lutego 2017                      |
| 16 | 3  | Sin-Eater                         | Zjadacz grzechów                         | Mairzee Almas    | Alex Katsnelson               | 10 października 2016 | 14 lutego 2017                     |
| 17 | 4  | Lady Parts                        | Babskie narządy                          | Ben Bray         | Sheri Elwood                  | 17 października 2016 | 14 lutego 2017                     |
| 18 | 5  | The Weaponizer                    | Weaponizer                               | Karen Gaviola    | Jason Ning                    | 24 października 2016 | 21 lutego 2017                     |
| 19 | 6  | Monster                           | Potwór                                   | Eagle Egilsson   | Chris Rafferty                | 31 października 2016 | 21 lutego 2017                     |
| 20 | 7  | My Little Monkey                  | Moja małpeczka                           | Tara Nicole Weyr | Jenn Kao                      | 7 listopada 2016     | 28 lutego 2017                     |
| 21 | 8  | Trip to Stabby Town               | Powód, by kogoś zadźgać                  | Nathan Hope      | Jeff Lieber                   | 14 listopada 2016    | 28 lutego 2017                     |
| 22 | 9  | Homewrecker                       | Niszczyciel domów                        | Greg Beeman      | Mike Costa                    | 21 listopada 2016    | 7 marca 2017                       |
| 23 | 10 | Quid Pro Ho                       | Quid pro zołza                           | Nathan Hope      | Ildy Modrovich, Julia Fontana | 28 listopada 2016    | 7 marca 2017                       |
| 24 | 11 | Stewardess Interruptus            | Przerwała mi stewardesa                  | Greg Beeman      | Sheri Elwood                  | 16 stycznia 2017     | 14 marca 2017                      |
| 25 | 12 | Love Handles                      | Różki                                    | Karen Gaviola    | Alex Katsnelson               | 23 stycznia 2017     | 14 marca 2017                      |
| 26 | 13 | A Good Day to Die                 | Dobry dzień na śmierć                    | Alrick Riley     | Joe Henderson, Chris Rafferty | 30 stycznia 2017     | 1 sierpnia 2017                    |
| 27 | 14 | Candy Morningstar                 | Candy Morningstar                        | Claudia Yarmy    | Jenn Kao                      | 1 maja 2017          | 1 sierpnia 2017                    |
| 28 | 15 | Deceptive Little Parasite         | Mały pasożyt                             | Brad Tanenbaum   | Mike Costa, Julia Fontana     | 8 maja 2017          | 8 sierpnia 2017                    |
| 29 | 16 | God Johnson                       | Bóg Johnson                              | Sherwin Shilati  | Jason Ning                    | 15 maja 2017         | 8 sierpnia 2017                    |
| 30 | 17 | Sympathy for the Goddess          | Współczucie dla bogini                   | Louis Milito     | Joe Henderson                 | 22 maja 2017         | 15 sierpnia 2017                   |
| 31 | 18 | The Good, the Bad, and the Crispy | Dobre, złe i niepewne                    | Karen Gaviola    | Ildy Modrovich                | 29 maja 2017         | 15 sierpnia 2017                   |

## Sezon 3 (2017–2018)
| Nr               | #  | Tytuł                                  | Polski tytuł                    | Reżyseria         | Scenariusz                                       | Premiera (Fox)       | Premiera w Polsce (Canal+ Seriale) |
| ---------------- | -- | -------------------------------------- | ------------------------------- | ----------------- | ------------------------------------------------ | -------------------- | ---------------------------------- |
| 32               | 1  | They're Back, Aren't They?             | One odrosły                     | Karen Gaviola     | Ildy Modrovich                                   | 2 października 2017  | 6 lutego 2018                      |
| 33               | 2  | The One with the Baby Carrot           | Minimarcheweczka                | Louis Milito      | Joe Henderson                                    | 9 października 2017  | 13 lutego 2018                     |
| 34               | 3  | Mr. and Mrs. Mazikeen Smith            | Pan i pani Mazikeen Smith       | Tara Nicole Weyr  | Joe Henderson, Alex Katsnelson                   | 16 października 2017 | 20 lutego 2018                     |
| 35               | 4  | What Would Lucifer Do?                 | Co zrobiłby Lucyfer?            | Eagle Egilsson    | Jason Ning                                       | 23 października 2017 | 27 lutego 2018                     |
| 36               | 5  | Welcome Back, Charlotte Richards       | Witaj, Charlotte Richards       | Nathan Hope       | Chris Rafferty                                   | 30 października 2017 | 6 marca 2018                       |
| 37               | 6  | Vegas With Some Radish                 | Wycieczka do Vegas              | Karen Gaviola     | Ildy Modrovich, Sheri Elwood                     | 6 listopada 2017     | 13 marca 2018                      |
| 38               | 7  | Off the Record                         | Nagrywanie wyłączone            | Eduardo Sánchez   | Jen Graham Imada, Chris Rafferty, Mike Costa     | 13 listopada 2017    | 20 marca 2018                      |
| 39               | 8  | Chloe Does Lucifer                     | Chloe odwala Lucyfera           | Louis Milito      | Julia Fontana                                    | 20 listopada 2017    | 27 marca 2018                      |
| 40               | 9  | The Sinnerman                          | Grzesznik                       | Marisol Adler     | Jenn Kao                                         | 4 grudnia 2017       | 3 kwietnia 2018                    |
| 41               | 10 | The Sin Bin                            | Zagroda grzechu                 | Greg Beeman       | Sheri Elwood                                     | 11 grudnia 2017      | 10 kwietnia 2018                   |
| 42               | 11 | City Of Angels?                        | Miasto Aniołów?                 | Mark Tonderai     | Jason Ning, Jenn Kao                             | 1 stycznia 2018      | 17 kwietnia 2018                   |
| 43               | 12 | All About Her                          | W centrum uwagi                 | Tara Nicole Weyr  | Alex Katsnelson                                  | 22 stycznia 2018     | 24 kwietnia 2018                   |
| 44               | 13 | Til Death Do Us Part                   | Dopóki śmierć nas nie rozłączy  | Sherwin Shilati   | Mike Costa                                       | 29 stycznia 2018     | 1 maja 2018                        |
| 45               | 14 | My Brother's Keeper                    | Stróż brata                     | Claudia Yarmy     | Joe Henderson, Jason Ning                        | 5 lutego 2018        | 8 maja 2018                        |
| 46               | 15 | High School Poppycock                  | Szkolne androny                 | Louis Milito      | Chris Rafferty, Jen Graham Imada                 | 26 lutego 2018       | 15 maja 2018                       |
| 47               | 16 | Infernal Guinea Pig                    | Piekielna świnka doświadczalna  | Eagle Egilsson    | Jenn Kao, Julia Fontana                          | 5 marca 2018         | 22 maja 2018                       |
| 48               | 17 | Let Pinhead Sing!                      | Niech ptaszek śpiewa!           | Alrick Riley      | Ildy Modrovich, Sheri Elwood                     | 12 marca 2018        | 29 maja 2018                       |
| 49               | 18 | The Last Heartbreak                    | Ostatnie złamane serce          | Hanelle Culpepper | Alex Katsnelson, Mike Costa                      | 19 marca 2018        | 5 czerwca 2018                     |
| 50               | 19 | Orange Is the New Maze                 | W pomarańczowym jej do twarzy   | Nathan Hope       | Jenn Kao                                         | 26 marca 2018        | 12 czerwca 2018                    |
| 51               | 20 | The Angel of San Bernardino            | Anioł z San Bernardino          | Tara Nicole Weyr  | Jason Ning                                       | 16 kwietnia 2018     | 19 czerwca 2018                    |
| 52               | 21 | Anything Pierce Can Do I Can Do Better | We wszystkim lepszy od Pierce’a | Jim Vickers       | Alex Katsnelson                                  | 23 kwietnia 2018     | 26 czerwca 2018                    |
| 53               | 22 | All Hands on Decker                    | Pomoc dla Decker                | Eduardo Sánchez   | Sheri Elwood                                     | 30 kwietnia 2018     | 3 lipca 2018                       |
| 54               | 23 | Quintessential Deckerstar              | Kwintesencja Deckerstara        | Claudia Yarmy     | Ildy Modrovich                                   | 7 maja 2018          | 10 lipca 2018                      |
| 55               | 24 | A Devil of My Word                     | Diabeł dotrzymuje słowa         | Eagle Egilsson    | Joe Henderson                                    | 14 maja 2018         | 17 lipca 2018                      |
| Odcinki bonusowe |    |                                        |                                 |                   |                                                  |                      |                                    |
| 56               | 25 | Boo Normal                             | Chrzanić normalność             | Lisa Demaine      | Jen Graham Imada                                 | 28 maja 2018         | 24 lipca 2018                      |
| 57               | 26 | Once Upon a Time                       | Dawno, dawno temu               | Kevin Alejandro   | Ricardo Lopez Jr., Ildy Modrovich, Joe Henderson | 28 maja 2018         | 31 lipca 2018                      |

## Sezon 4 (2019)
| Nr | #  | Tytuł                                   | Polski tytuł                         | Reżyseria            | Scenariusz       | Premiera (Netflix) | Premiera w Polsce (Netflix Polska) |
| -- | -- | --------------------------------------- | ------------------------------------ | -------------------- | ---------------- | ------------------ | ---------------------------------- |
| 58 | 1  | Everything's Okay                       | Wszystko gra                         | Sherwin Shilati      | Joe Henderson    | 8 maja 2019        | 8 maja 2019                        |
| 59 | 2  | Somebody's Been Reading Dante's Inferno | Ktoś tu wertował Dantego             | Sam Hill             | Ildy Modrovich   | 8 maja 2019        | 8 maja 2019                        |
| 60 | 3  | O, Ye Of Little Faith, Father           | Ależ więcej wiary, ojcze             | Jessika Borsiczky    | Jason Ning       | 8 maja 2019        | 8 maja 2019                        |
| 61 | 4  | All About Eve                           | Wszystko o Ewie                      | Sherwin Shilati      | Chris Rafferty   | 8 maja 2019        | 8 maja 2019                        |
| 62 | 5  | Expire Erect                            | Przyjdzie mi odejść ze wzwodem       | Viet Nguyen          | Mike Costa       | 8 maja 2019        | 8 maja 2019                        |
| 63 | 6  | Orgy Pants To Work                      | Po orgii dobrze jest zmienić spodnie | Louis Milito         | Aiyana White     | 8 maja 2019        | 8 maja 2019                        |
| 64 | 7  | Devil Is As Devil Does                  | Diabeł ze mnie wyszedł               | Richard Speight, Jr. | Jen Graham Imada | 8 maja 2019        | 8 maja 2019                        |
| 65 | 8  | Super Bad Boyfriend                     | Jak zrazić do siebie kobietę         | Claudia Yarmy        | Jason Ning       | 8 maja 2019        | 8 maja 2019                        |
| 66 | 9  | Save Lucifer                            | Ocalić Lucyfera                      | Lisa Demaine         | Joe Henderson    | 8 maja 2019        | 8 maja 2019                        |
| 67 | 10 | Who's da New King of Hell?              | Kto będzie władał piekiełkiem?       | Eagle Egilsson       | Ildy Modrovich   | 8 maja 2019        | 8 maja 2019                        |

## Sezon 5 (2020)
| Nr      | #       | Tytuł                                  | Polski tytuł                                | Reżyseria           | Scenariusz                                                        | Premiera (Netflix) | Premiera w Polsce (Netflix Polska) |
| Część 1 | Część 1 | Część 1                                | Część 1                                     | Część 1             | Część 1                                                           | Część 1            | Część 1                            |
| ------- | ------- | -------------------------------------- | ------------------------------------------- | ------------------- | ----------------------------------------------------------------- | ------------------ | ---------------------------------- |
| 68      | 1       | Really Sad Devil Guy                   | Bardzo smutny diabeł                        | Eagle Egilsson      | Jason Ning                                                        | 21 sierpnia 2020   | 21 sierpnia 2020                   |
| 69      | 2       | Lucifer! Lucifer! Lucifer!             | Lucyfer! Lucyfer! Lucyfer!                  | Sherwin Shilati     | Ildy Modrovich                                                    | 21 sierpnia 2020   | 21 sierpnia 2020                   |
| 70      | 3       | ¡Diablo!                               | Diablo                                      | Claudia Yarmy       | Mike Costa                                                        | 21 sierpnia 2020   | 21 sierpnia 2020                   |
| 71      | 4       | It Never Ends Well for the Chicken     | Dla kurczaka nigdy nie kończy się to dobrze | Viet Nguyen         | Aiyana White                                                      | 21 sierpnia 2020   | 21 sierpnia 2020                   |
| 72      | 5       | Detective Amenadiel                    | Detektyw Amenadiel                          | Sam Hill            | Joe Henderson                                                     | 21 sierpnia 2020   | 21 sierpnia 2020                   |
| 73      | 6       | BluBallz                               | BlueBallz                                   | Richard Speight Jr. | Jen Graham Imada                                                  | 21 sierpnia 2020   | 21 sierpnia 2020                   |
| 74      | 7       | Our Mojo                               | Nasza moc                                   | Nathan Hope         | Julia Fontana                                                     | 21 sierpnia 2020   | 21 sierpnia 2020                   |
| 75      | 8       | Spoiler Alert                          | Uwaga, spoiler!                             | Kevin Alejandro     | Chris Rafferty                                                    | 21 sierpnia 2020   | 21 sierpnia 2020                   |
| Część 2 |         |                                        |                                             |                     |                                                                   |                    |                                    |
| 76      | 9       | Family Dinner                          | Rodzinna kolacja                            | Nathan Hope         | Joe Henderson                                                     | 28 maja 2021       | 28 maja 2021                       |
| 77      | 10      | Bloody Celestial Karaoke Jam           | Cholerne karaoke                            | Sherwin Shilati     | Ildy Modrovich                                                    | 28 maja 2021       | 28 maja 2021                       |
| 78      | 11      | Resting Devil Face                     | Diabelska mina                              | Bola Ogun           | Mira Z. Barnum, Joshua Duckworth, Ricardo Lopez Jr., Aiyana White | 28 maja 2021       | 28 maja 2021                       |
| 79      | 12      | Daniel Espinoza: Naked and Afraid      | Daniel Espinoza zdemaskowany                | Greg Beeman         | Mike Costa                                                        | 28 maja 2021       | 28 maja 2021                       |
| 80      | 13      | A Little Harmless Stalking             | Zwykły nieszkodliwy stalking                | Richard Speight Jr. | Julia Fontana, Jen Graham Imada                                   | 28 maja 2021       | 28 maja 2021                       |
| 81      | 14      | Nothing Lasts Forever                  | Nic nie trwa wiecznie                       | Lisa Demaine        | Chris Rafferty                                                    | 28 maja 2021       | 28 maja 2021                       |
| 82      | 15      | Is This Really How It's Going To End?! | Czy to naprawdę tak się skończy?            | Ildy Modrovich      | Jason Ning                                                        | 28 maja 2021       | 28 maja 2021                       |
| 83      | 16      | A Chance at a Happy Ending             | Szansa na szczęśliwe zakończenie            | Karen Gaviola       | Joe Henderson Ildy Modrovich                                      | 28 maja 2021       | 28 maja 2021                       |